# Hoquiam
Hoquiam – miasto w Stanach Zjednoczonych, w stanie Waszyngton, w hrabstwie Grays Harbor.